# Ballata per un ferroviere
"Ballata per un ferroviere" è un brano musicale scritto e inciso su un disco a 45 giri dal poeta e paroliere genovese Riccardo Mannerini, già collaboratore di Fabrizio De André.
Composta nel 1970, la ballata fu incisa da Mannerini assieme al Gruppo 6 di Genova.
Il brano narra la vicenda umana - fino alla drammatica morte conseguente alla caduta da una finestra della questura di Milano, nella quale era trattenuto per accertamenti - del ferroviere e anarchico Giuseppe Pinelli, che fu al centro di un grave caso di cronaca italiana, ovvero l'attentato alla Banca Nazionale dell'Agricoltura avvenuto nel dicembre del 1969.
Pur consapevole di andare controcorrente, Mannerini affrontò il tema secondo una visione personale ma condivisa da molti, che presupponeva una morte di Pinelli non accidentale ma ugualmente neppure dovuta a suicidio. Il disco su Pinelli suscitò grande interesse ed ebbe una grande eco sulla stampa nazionale.
Il clima sociale in Italia nei primi anni settanta non consentì una pubblicizzazione dell'opera di Mannerini che restò a lungo misconosciuta. Il disco, stampato in poche decine di copie, ebbe una circolazione limitata, sebbene fosse stato distribuito in diversi negozi, e non fu trasmesso alla radio.